# Mece
Mece su naselje u općini Darda u Osječko-baranjskoj županiji.

## Povijest
50-ih godina 20. stoljeća, počela je izgradnja naselja pod imenom Kokingrad, kao radničkog naselja za potrebe radnika beljske farme peradi. Kasnije je ime promijenjeno u današnje Mece, prema naselju Mece-Pustara, koje je bilo u sklopu Bilja.

## Stanovništvo
| broj stanovnika |       |       |       |       | 72    | 83    |       |       | 239   | 339   | 445   | 789   | 1020  | 988   | 840   | 882   | 763   |
|                 | 1857. | 1869. | 1880. | 1890. | 1900. | 1910. | 1921. | 1931. | 1948. | 1953. | 1961. | 1971. | 1981. | 1991. | 2001. | 2011. | 2021. |

## Obrazovanje
Narodna škola postoji u naselju od 1953. godine. Od 1956. do 1958. škola je četverogodišnja, a od 1958. do 1961. godine trogodišnja. Danas u naselju djeluje četverogodišnja škola, koja predstavlja područni odjel osnovne škole Darda.

## Sport
- HNK Radnički Mece, nogometni klub
- ŠRD Mece, ribolovno društvo

## Udruge
- Udruga građana "Kokingrad"[8]